# Vlak slobode
Vlak slobode je naziv za željezničku kompoziciju od 21 vagona kojom je 26. kolovoza 1995., dvadesetak dana poslije operacije Oluje, simbolično ponovno uspostavljena željeznička veza između Zagreba i Splita. Vlak je krenuo u 8.07 sati iz Zagreba, preko Knina do Splita. U tom povijesnom vlaku bili su tadašnji predsjednik Franjo Tuđman i mnogi državni dužnosnici, kao i prognanici s dotad okupiranih područja te kulturni i javni djelatnici. 
Početkom kolovoza 1995. vojno-redarstvenom operacijom Oluja oslobođeni su Knin i središnja hrvatska područja, koja su četiri godine bila pod okupacijom pobunjenih Srba. Osim vojne i političke, taj je događaj imao i znatnu gospodarsku važnost za budućnost Hrvatske. S prekinutim prometnim vezama, zemlja je bila podijeljena na sjever i jug, što je zbog zaobilaznih putova poskupljivalo prijevoz robe i od 30% te tako nanosilo veliku štetu hrvatskom gospodarstvu. Nisu radili ni naftovod niti hidrocentrale proizvodne snage Nuklearne elektrane u Krškom. Dvadesetak dana poslije Oluje već je uspostavljena željeznička veza između Zagreba i Splita. Prva kompozicija, koja je ne bez razloga, nazvana Vlakom slobode, 26. kolovoza 1995. ponovno je povezala Hrvatsku i izazvala sljavljeničko oduševljenje na putu od Zagreba preko Karlovca, Gospića i Knina do Splita. U tom povijesnom vlaku, bili su predsjednik Republike dr. Franjo Tuđman, mnogi državni dužnosnici i stranački prvaci, prognanici te kulturni i javni djelatnici. Na svim postajama, predsjednik Tuđman podsjećao je na dane Domovinskoga rata i uspješnu Oluju, zagovarajući što brži povratak prognanika u svoje domove. U to je vrijeme Hrvatska brinula za 380.000 protjeranih građana. Tuđman je osudio i sve incidente te pozvao hrvatske ljude da se ne osvećuju i da ne uništavaju kuće Srba, koji su otišli. Osobito je svečan bio doček Vlaka slobode u kraljevskom gradu Kninu, na čijoj se tvrđavi od 5. kolovoza vijorio hrvatski barjak. Goste su pozdravili pripadnici Četvrte i Sedme gardijske brigade koji su svojim udarom na Knin zauvijek srušili četničku fatamorganu o Velikoj Srbiji. Oslobađanje Knina, Tuđman je ocijenio kao stvaranje temelja za samostalnu i nezavisnu suverenu Hrvatsku za buduća stoljeća. I cijeli Split s okolicom oduševljeno je pozdravio dolazak Vlaka slobode. Nezaboravna scena dogodila se kada je Tuđman upitao: „Što mi preostaje da vam još obećam?”, a nepregledno mnoštvo na splitskoj rivi odgovorilo je poklicima: „Vukovar, Vukovar!”. Ni predsjednik Tuđman nije ostao dužan, ustvrdio je da će hrvatski narod svojom politikom osloboditi Vukovar, simbol otpora u obrani i uspostavi nezavisne Hrvatske i istočnu Slavoniju, zapadni Srijem i Baranju, koji su bili i ostali hrvatska zemlja. Tuđmanovo obećanje iz Splita, ostvareno je 8. lipnja 1997. kada je tijekom mirne reintegracije hrvatskoga Poduvavlja, Vlak mira stigao iz Zagreba u Vukovar.

## Poveznice
- izvorni tekst na WikIzvoru: Govor Franje Tuđmana u Zagrebu 26. kolovoza 1995. pri polasku Vlaka slobode
- izvorni tekst na WikIzvoru: Govor Franje Tuđmana pri dolasku Vlaka slobode u Karlovac, 26. kolovoza 1995.
- izvorni tekst na WikIzvoru: Govor Franje Tuđmana pri dolasku Vlaka slobode u Gospić, 26. kolovoza 1995.
- izvorni tekst na WikIzvoru: Govor Franje Tuđmana pri dolasku Vlaka slobode u Knin, 26. kolovoza 1995.
- izvorni tekst na WikIzvoru: Govor Franje Tuđmana pri dolasku Vlaka slobode u Split, 26. kolovoza 1995.